# HD 80606
HD 80606 es una estrella enana amarilla situada aproximadamente a 190 años luz de distancia en la constelación de la Osa Mayor. Junto con su compañera HD 80607 forma un sistema binario conocido como Struve 1341. Ambas estrellas están separadas de media unas 1,200 UAs.
Se le ha estimado una masa de aproximadamente 0,9 masas solares, con una temperatura aproximada de 5370 K, una metalicidad de 0,43 y una edad de 7.630 millones de años.

## Sistema Planetario
Un equipo dirigido por Michel Mayor y Didier Queloz descubrió, en mayo de 2001, un planeta orbitando en torno a HD 80606, al que se ha denominado HD 80606 b.
Su órbita posee una gran excentricidad, tanto que en junio de 2007 todavía permanecía como el planeta extrasolar con la órbita más excéntrica descubierto hasta la fecha, con una excentricidad de 0,9336, comparable por ejemplo a la del cometa Halley. Se ha especulado que puede deberse al mecanismo de Kozai.
Una consecuencia de esta gran excentricidad es que la distancia con HD 80606 varía enormemente, entre 0,03 y 0,88 UA, lo que hace que la temperatura del planeta varíe enormemente. Se han medido cambios de temperatura desde 800 K hasta 1500 K en un intervalo de 6 horas.
| Acompañante (En orden desde la estrella) | Masa (MJ) | Período orbital (días) | Semieje mayor (UA) | Excentricidad   |
| ---------------------------------------- | --------- | ---------------------- | ------------------ | --------------- |
| b                                        | 4,0 ± 0,3 | 111,436 ± 0,003        | 0,453 ± 0,015      | 0,9336 ± 0,0002 |